# Hồ Thanh Bình
Hồ Thanh Bình (sinh ngày 6 tháng 9 năm 1974) là một giảng viên đại học và chính trị gia người Việt Nam. Ông hiện là đại biểu quốc hội Việt Nam khóa XIV nhiệm kì 2016-2021, thuộc đoàn đại biểu quốc hội tỉnh An Giang, Ủy viên Ủy ban Văn hoá, Giáo dục, Thanh niên, Thiếu niên và Nhi đồng của Quốc hội, Trưởng Khoa Nông nghiệp - Tài nguyên thiên nhiên, Trường Đại học An Giang, tỉnh An Giang. Ông lần đầu trúng cử đại biểu quốc hội năm 2016 ở đơn vị bầu cử số 3, tỉnh An Giang gồm có các huyện Chợ Mới, Phú Tân.

## Xuất thân
Hồ Thanh Bình sinh ngày 6 tháng 9 năm 1974 quê quán ở xã Bình Long, huyện Châu Phú, tỉnh An Giang. 
Ông hiện cư trú ở Số 529 Hà Hoàng Hổ, thành phố Long Xuyên, tỉnh An Giang.

## Giáo dục
- Giáo dục phổ thông: 12/12
- Cử nhân công nghệ thực phẩm
- Tiến sĩ khoa học Công nghệ thực phẩm
- Cao cấp lí luận chính trị

## Sự nghiệp
Ông gia nhập Đảng Cộng sản Việt Nam vào ngày 11/12/2014.
Khi lần đầu ứng cử đại biểu Quốc hội Việt Nam khóa XIV vào tháng 5 năm 2016 ông đang là Giảng viên, Phó trưởng Khoa Nông nghiệp – Tài nguyên thiên nhiên, Trường Đại học An Giang, tỉnh An Giang, làm việc ở Trường Đại học An Giang.
Ông đã trúng cử đại biểu quốc hội năm 2016 ở đơn vị bầu cử số 3, tỉnh An Giang gồm có các huyện Chợ Mới, Phú Tân, được 242.152 phiếu, đạt tỷ lệ 53,49% số phiếu hợp lệ.
Ông hiện là Phó Hiệu trưởng Trường Đại học An Giang, tỉnh An Giang, Ủy viên Ủy ban Văn hoá, Giáo dục, Thanh niên, Thiếu niên và Nhi đồng của Quốc hội.
Ông đang làm việc ở Trường Đại học An Giang, tỉnh An Giang.

## Đại biểu Quốc hội Việt Nam khóa XIV An Giang
Ngày 22 tháng 5 năm 2016, Hồ Thanh Bình trúng cử Đại biểu Quốc hội Việt Nam khóa 14 nhiệm kì 2016-2021 tại đơn vị bầu cử số 3, tỉnh An Giang gồm có các huyện Chợ Mới, Phú Tân, được 242.152 phiếu, đạt tỷ lệ 53,49% số phiếu hợp lệ.

### Ủng hộ Luật An ninh mạng
Theo phóng viên Hương Ly của Báo Hà Nội Mới, vào ngày 12 tháng 6 năm 2018, khi phát biểu với báo chí ở hành lang Hội trường Quốc hội sau khi Quốc hội Việt Nam biểu quyết thông qua Luật An ninh mạng, Hồ Thanh Bình cho biết 
| “ | Quốc hội đã quyết định đúng đắn khi biểu quyết thông qua Luật An ninh mạng. Tôi tin tưởng rằng, những quy định tại Luật An ninh mạng sẽ giúp cho Việt Nam có một môi trường tốt để thu hút đầu tư, thực hiện các hoạt động xây dựng và bảo vệ đất nước. Tôi hy vọng người dân sẽ ủng hộ Luật An ninh mạng. | ” |